# Elkan Henle
Elkan Henle (auch Elkav Henle; * 7. Dezember 1761 in Fürth; † 14. Oktober 1833 ebenda) war ein deutscher Kaufmann, der als Vorkämpfer für die Emanzipation der bayerischen Juden hervortrat.

## Leben
Sein Vater war Jakob Buttenwies(en) Henle (gest. 1802), der zusammen mit seinem Bruder Wolf einen Juwelenhandel betrieb und dadurch zu einigem Wohlstand gekommen war; seine Mutter war eine Schwester des Rabbiners David Dispeck. Henle heiratete in erster Ehe die Tochter des Rabbiners Löb Berlin; aus der Ehe gingen vier Kinder hervor.
Nach dem Tod seiner ersten Frau 1788 heiratete er 1789 die aus Dessau stammende Tochter von Moses Fränkel. Drei ihrer Kinder überschritten das Kindesalter, darunter der Sohn Dr. Jakob Henle (1803–1875), späterer Schriftleiter des Korrespondenten von und für Deutschland in Nürnberg.
1803 veröffentlichte Henle zunächst ohne Angabe seines Namens die Schrift Über die Verbesserung des Judentums, die 1808 in der Zeitschrift Sulamith. Zeitschrift zur Beförderung der Kultur und Humanität unter der jüdischen Nation erneut gedruckt wurde. Die Schrift Über die Verfassung der Juden im Königreich Baiern und die Verbesserung derselben zum Nutzen des Staates von 1811 widmete er Maximilian von Montgelas. Er verlangt die Verbreitung kultureller Bildung, „Aufklärung“ und Emanzipation unter den Juden und widerspricht Thesen, dass das Judentum dazu nicht bereit wäre. Sein weiteres Leben widmete Henle dem Einsatz für die rechtliche Gleichstellung der Juden. 1827 veröffentlichte er Die Stimme der Wahrheit in Beziehung auf den Kultus der Israeliten und die diesfalls eingeleitete Umgestaltung mittels Religionslehre, Consistorium und hohe Talmudschule; das Werk erschien in drei Teilen. Es kritisiert den Reformkatechismus von Alexander Behr und die Bildung eines säkularen Konsistoriums in Bayern. Henle setzt sich ein für die 1826 erfolgte Umwandlung der traditionellen Fürther Jeschiwa, „nach den Jeschiwot in Frankfurt am Main und Mannheim die bekannteste und größte Institution in den deutschen Staaten“, in eine reformierte, „staatlich beaufsichtigte Lehrer- und Rabinnerausbildungsanstalt“, an der 1827 nach Henles Angaben „immerhin 150 Personen“ studierten.
Henle starb 1833; seine Witwe kehrte nach Dessau zurück. Henle war ein Onkel des Mediziners Jakob Henle.

## Werke (Auswahl)
- Über die Verbesserung des Judentums, [Angabe eines erfundenen Druckortes] „Offenbach am Main“ [tatsächlich erschienen bei Korn in Fürth[3]] 1803. (Wiederabdruck in Sulamith, hg. David ben Mose Fränkel, 1808, S. 361ff) (Digitalisat bei Compact Memory)
- Über die Verfassung der Juden im Königreich Baiern und die Verbesserung derselben zum Nutzen des Staates, München 1811.
- Die Stimme der Wahrheit, 3 Bde., Fürth 1827.